# Schloss Leuben

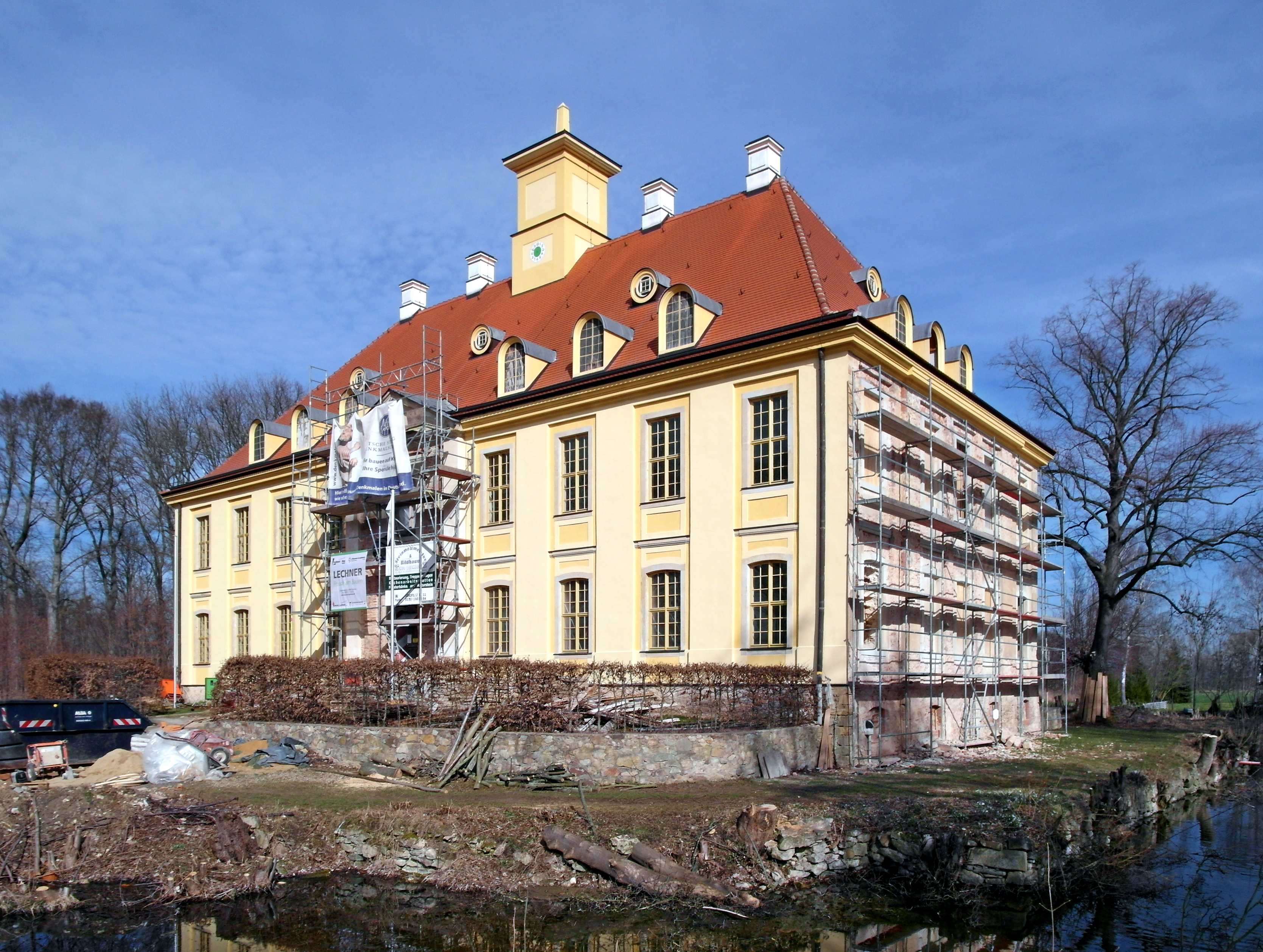
Schloss Leuben während der Restaurierung (2019)

Das Schloss Leuben steht am nördlichen Ortsrand von Leuben, einem Stadtteil von Oschatz im Landkreis Nordsachsen im Freistaat Sachsen. Es ist von einem Park im französischen Stil umgeben.

## Geschichte

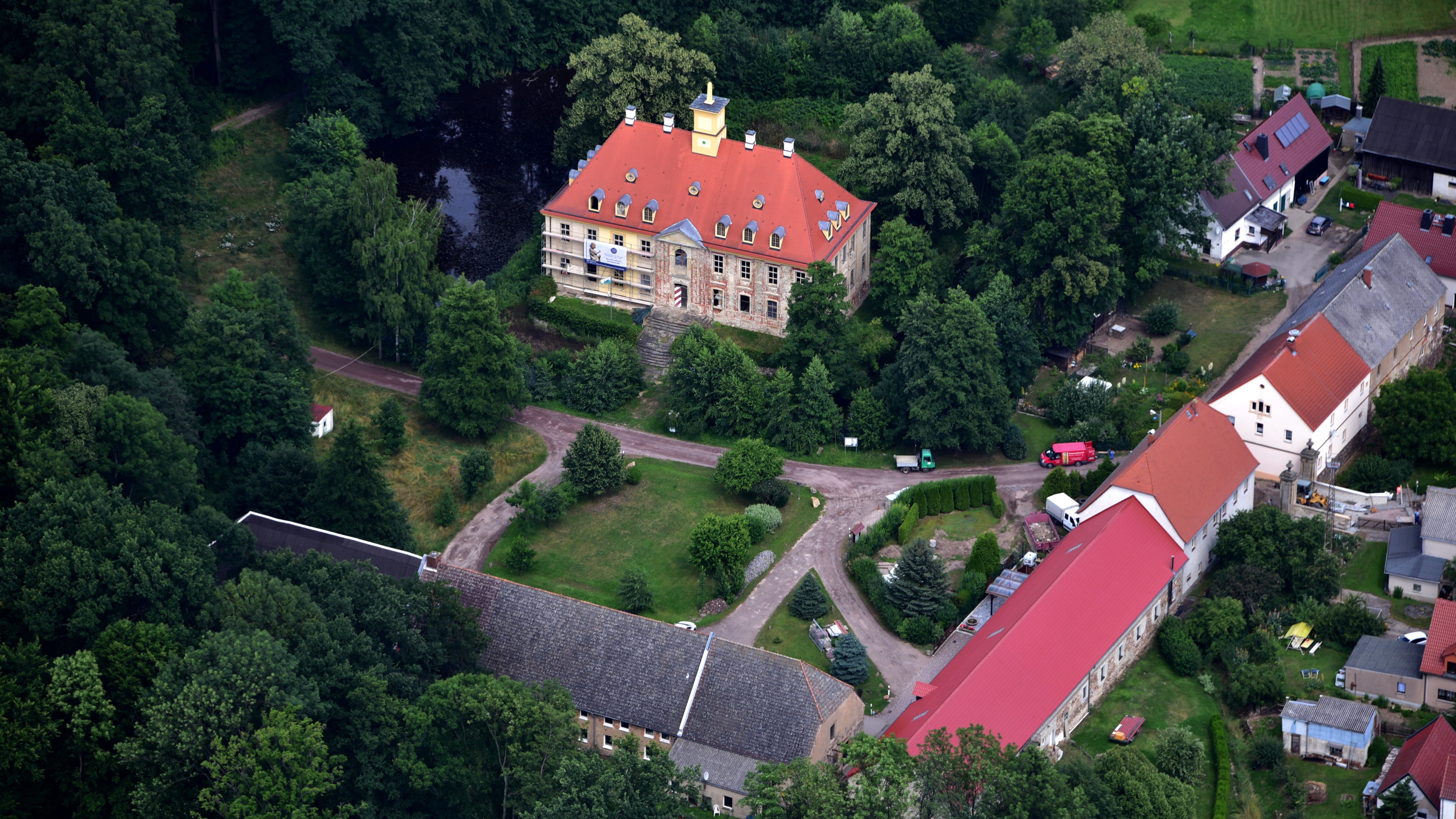
Schloss Leuben, Luftaufnahme (2017)

Eine erste Burganlage wurde  1445 als Wasserburg errichtet. 1499 war Dietrich von Hornsberg der erste namentlich erwähnte Besitzer. 1698 kaufte Hanns Gottlieb von Thielau das Gut dem Freiherrn und Grafen von Taube ab. Die alte Burganlage wurde abgerissen und von 1737 bis 1740 durch einen Neubau eines barocken Landschlosses nach französischem Muster unter dem Dresdner Hofmaurermeister Andreas Adam ersetzt, wobei der umgebende Wassergraben erhalten blieb. Die Fassadengestaltung mit den sparsamen, farbig gefassten Lisenen entspricht dem von Knöffel entwickelten Stil des späten Dresdner Barock, ebenso der hohe Turm auf dem Dach, der vermutlich nach dem Vorbild von Hubertusburg einen offenen Glockenaufsatz trug (wie Schloss Elsterwerda oder Schloss Reinhardtsgrimma).
1889 erhielt durch Eheschließung die Familie von Pflugk a.d.H. Tiefenau das Schloss. 1945 wurden die Schlossbesitzer enteignet. In der Folgezeit wurde das Schloss zunächst als Flüchtlingsunterkunft, später auch als Schule genutzt. Ab 1974 stand das Gebäude leer und verfiel. Nach Besitzerwechsel 2004 erwarb es der neu gegründete Leubener Schlossverein und begann 2005 mit Sicherungsarbeiten, finanziert mit Spenden und rund 200.000 Euro Fördermitteln für das Dach von der Regierungspräsidium Leipzig. 2016 gewann der Schlossverein Leuben in einer Fernsehshow 200.000 Euro, die für die Bauarbeiten am Schloss eingesetzt wurden.
Seit September 2017 ist das Schloss wieder in Privatbesitz.